# Tischtennisweltmeisterschaft 1936
Die 10. Tischtennisweltmeisterschaft fand vom 12. bis 18. März 1936 in Prag (Tschechoslowakei) im Gesellschaftssaal „Luzern“ statt.

## Übersicht
Erneut wurden die 14 teilnehmenden Herrenmannschaften in zwei Vorrunden-Gruppen aufgeteilt. Deutschland stellte wieder eine Herrenmannschaft, auch um angesichts der bevorstehenden Olympischen Spiele in Berlin sportlich zu werben.
Gleich in der ersten Runde verlor der amtierende Mannschaftsweltmeister Ungarn gegen Rumänien sensationell mit 5:0. Die Ursache suchten die Ungarn in den Tischen, die angeblich kurz vorher frisch gestrichen waren. Auf der nicht ganz getrockneten Farbe konnte man keine schnellen Bälle spielen. Damit kamen die Ungarn nicht zurecht.
Rumänien wurde nach weiteren Siegen Gruppenerster. Lediglich das letzte Spiel gegen Polen ging mit 0:5 verloren. Den Grundstein für den polnischen Sieg legte Aloizy „Alex“ Ehrlich: Gegen Farkas Paneth spielte er völlig defensiv und passiv die Bälle mit Unterschnitt zurück. Erst ungefähr nach zwei Stunden und zehn Minuten war der erste Ballwechsel beendet; durch einen glücklichen Netzroller führte Ehrlich 1:0 und gewann danach das Match. (ausführliche Beschreibung dieses Matches im Artikel Aloizy Ehrlich) Rumänien schenkte auch die restlichen Spiele kampflos, da es bereits als Gruppenerster feststand. Bereits vorher im Mannschaftskampf Frankreich gegen Rumänien stand das Spiel Vasile Goldberger-Marin (ROM) gegen Michel Haguenauer (FRA) im fünften Satz nach mehr als sieben Stunden 5:3 für Goldberger. Daraufhin wurde das Spiel abgebrochen und durch Münzwurf entschieden.
In der Parallelgruppe verlor die deutsche Mannschaft nur knapp gegen die Gastgeber Tschechoslowakei; auch die Zuschauer, die die Heimmannschaft anfeuerten, halfen der Tschechoslowakei. Die amerikanischen Spieler überraschten die übrigen Mannschaften mit einem sehr gefährlichen Aufschlag: Über dem Daumen trugen sie einen Gummiüberzug. Beim Aufschlag hielten sie den Ball zwischen Daumen und Zeigefinger und versetzten ihm beim Fallenlassen mit Hilfe des „Gummidaumens“ einen starken Drall. Dieser Aufschlag, der manchen starken Gegner in Verlegenheit brachte, war heftig umstritten, verhalf den Amerikanern aber zum 3. Platz in der Vorgruppe.
Das Endspiel bestritten Rumänien und Österreich. Auch hier zogen die Abwehrspieler durch passives Spiel die einzelnen Begegnungen sehr in die Länge. Nach mehreren Unterbrechungen und ca. zwölf Stunden Spielzeit gewann Österreich mit 5:4 und wurde Weltmeister. Ungarn belegte nur den 5. Platz.
Bei den Damen erreichte die deutsche Mannschaft zusammen mit den USA den zweiten Platz. Auch in den Einzelwettbewerben sah man neue Sieger. Mit Stanislav Kolář aus der Tschechoslowakei siegte erstmals nach sechs Weltmeisterschaften ein Nicht-Ungar vor Alex Ehrlich. Bei den Damen siegte die Amerikanerin Ruth Hughes Aarons vor der deutschen Astrid Krebsbach.
Die langwierigen Kämpfe riefen die Funktionäre auf den Plan: Das Zeitspiel wurde 1937 eingeführt. Dauert ein Satz 15 Minuten, dann muss der aufschlagende Spieler spätestens nach 12 Ballwechseln gepunktet haben, andernfalls erhält der Gegner den Punkt. Ferner wurde die Höhe des Netzes auf 15,25 cm verringert. Diese Höhe ist noch heute gültig.

## Wissenswertes
- Über das oben beschriebene Marathonmatch Ehrlich gegen Paneth erzählt man sich weitere kuriose Einzelheiten. So habe Ehrlich mehrfach den Schläger von einer Hand in die andere gewechselt. Während des Ballwechsels spielte er noch eine Partie Schach, indem er einem Mitspieler seine Züge zurief. Zehn Schiedsrichter wurden verschlissen; sie mussten vor allem wegen Nackenschmerzen ausgewechselt werden.[1]
- Alex Ehrlich war ein polnischer Jude. Er verbrachte vier Jahre in Auschwitz und entging der Gaskammer deshalb, weil die Nazis ihn als Tischtennisspieler der Weltklasse erkannten.
- Ruth Hughes Aarons gewann das Dameneinzel. Bis heute (2014) ist es das einzige Mal, dass ein Einzeltitel von den USA gewonnen wurde.
- Die USA stellten ihren Spitzenspieler Sol Schiff nicht auf, weil er einen Vertrag mit der Firma Parker Brothers abgeschlossen hatte.
- Kritisiert wurde neben den unzureichenden Tischen auch der mangelhafte Zeitplan. So begann das Endspiel im Mannschaftswettbewerb der Herren um 23 Uhr. Nach vier Stunden wurde es unterbrochen und am nächsten Tag fortgesetzt.[2]
- Die schlechten Tische waren auch Thema beim Endspiel im Herreneinzel. Die vorhandenen Tische waren frisch gestrichen und daher langsam. Dies würde dem Defensivspieler Alex Ehrlich gelegen kommen. Stanislav Kolář kam aber besser mit härteren Tischen zurecht. Daher ließ er mit Zustimmung der Veranstalter aus seinem nahe gelegenen Verein einen Tisch der Marke Jaques herbeischaffen. Auf diesem wurde dann das Endspiel ausgetragen, das Kolar gewann. Als Folge änderte der Weltverband ITTF die Regel dahingehend, dass der Veranstalter vor Turnierbeginn die Tischmarke verbindlich festlegen und bekannt geben muss.[3]
- Das amerikanische Weltmeisterdoppel Buddy Blattner/James McClure kam auf kuriose und regeltechnisch umstrittene Art zustande. Anfangs waren die amerikanischen Doppel James McClure/Marshall sowie Buddy Blattner/Tindall gemeldet. Unmittelbar vor Beginn des Doppelwettbewerbs erlaubten die ITTF-Verantwortlichen eine Umsortierung: Blattner spielte mit McClure, Marshall mit Tindall. Das letztere Doppel verlor in der zweiten Runde gegen Stanislav Kolář/J. Okter Petricek.[4]
- Im Einzelwettbewerb trafen die beiden Tschechen Bohumil Váňa und Franz Zdarsky aufeinander. Als Zdarsky im entscheidenden fünften Satz mit 20:16 führte, griff der tschechische Verbandspräsident Visek ein und veranlasste, dass Zdarsky das Spiel zu verlieren habe. Dadurch kam Váňa eine Runde weiter. ITTF-Präsident Ivor Montagu  kritisierte diese Vorfall: „Das war ein absolutes Verbrechen und der Verantwortliche sollte gehängt, gestreckt, gevierteilt und aus der Gemeinschaft ausgeschlossen werden“.[5]

## Ergebnisse
| Wettbewerb        | Rang | Sieger |
| ----------------- | ---- | --- |
| Mannschaft Herren | 1.   | Österreich (Richard Bergmann, Helmut Goebel, Hans Hartinger, Erwin Kohn, Alfred Liebster; nicht spielender Kapitän Heinrich Nitschmann) |
| Mannschaft Herren | 2.   | Rumänien (Marin Goldberger, Farkas Paneth, Pitu Pop, Viktor Vladone, Erwin Diamandstain)                                                |
| Mannschaft Herren | 3.   | Polen (Shimcha Finkelstein, Jeziersky, Samuel Schieff, Aloizy Ehrlich, W. Loewenhertz, Simon Pohoryles)                                 |
| Mannschaft Herren | 3.   | Tschechoslowakei (Stanislav Kolář, Václav Tereba, Bohumil Váňa, Miloslav Hamer)                                                         |
| Mannschaft Herren | 5.   | Ungarn (Miklós Szabados, László Bellák, Tibor Házi, István Kelen, Victor Barna)                                                         |
| Mannschaft Herren | 11.  | Deutschland (Helmut Ulrich, Erich Deisler, Dieter Mauritz, Georg Kutz)                                                                  |
| Mannschaft Damen  | 1.   | Tschechoslowakei (Marie Kettnerová, Gertrude Kleinová, Marie Šmídová-Masáková, Věra Votrubcová)                                         |
| Mannschaft Damen  | 2.   | Deutschland (Anita Felguth, Astrid Krebsbach, Hilde Bussmann, Annemarie Schulz)                                                         |
| Mannschaft Damen  | 3.   | USA (Corinne Migneco, Jessie Purves, Ruth Hughes Aarons)                                                                                |
| Mannschaft Damen  | 4.   | Österreich (Gertrude Pritzi, Marietta von Benes, Gertrude Wildam)                                                                       |
| Herren Einzel     | 1.   | Stanislav Kolář – TCH |
| Herren Einzel     | 2.   | Aloizy Ehrlich – POL |
| Herren Einzel     | 3.   | Richard Bergmann – AUT |
| Herren Einzel     | 3.   | Ferenc Soós – HUN |
| Damen Einzel      | 1.   | Ruth Hughes Aarons – USA |
| Damen Einzel      | 2.   | Astrid Krebsbach – GER |
| Damen Einzel      | 3.   | Marie Kettnerová – TCH |
| Damen Einzel      | 3.   | Marie Šmídová-Masáková – TCH |
| Herren Doppel     | 1.   | Buddy Blattner/James McClure – USA |
| Herren Doppel     | 2.   | Stanislav Kolář/J. Okter Petricek – TCH                                                                                                 |
| Herren Doppel     | 3.   | Tibor Házi/Ferenc Soós – HUN |
| Herren Doppel     | 3.   | Adolf Slar/Karel Fleischner – TCH |
| Damen Doppel      | 1.   | Marie Kettnerová/Marie Šmídová-Masáková – TCH                                                                                           |
| Damen Doppel      | 2.   | Vlasta Depetrisová/Věra Votrubcová – TCH                                                                                                |
| Damen Doppel      | 3.   | Ruth Hughes Aarons/Jessie Purves – USA                                                                                                  |
| Damen Doppel      | 3.   | Magda Gál/Mária Mednyánszky – HUN |
| Mixed             | 1.   | Miloslav Hamer/Gertrude Kleinová – TCH                                                                                                  |
| Mixed             | 2.   | István Kelen/Mária Mednyánszky – HUN |
| Mixed             | 3.   | Stanislav Kolář/Marie Šmídová-Masáková – TCH                                                                                            |
| Mixed             | 3.   | Helmut Ulrich/Annemarie Schulz – GER |

## Medaillenspiegel
| Rang  | Land               | Gold | Silber | Bronze | Gesamt |
| ----- | ------------------ | ---- | ------ | ------ | ------ |
| 1     | Tschechoslowakei   | 4    | 2      | 5      | 11     |
| 2     | Vereinigte Staaten | 2    | 0      | 2      | 4      |
| 3     | Österreich         | 1    | 0      | 1      | 2      |
| 4     | Deutsches Reich    | 0    | 2      | 1      | 3      |
| 5     | Ungarn             | 0    | 1      | 3      | 4      |
| 6     | Polen              | 0    | 1      | 1      | 2      |
| 7     | Rumänien           | 0    | 1      | 0      | 1      |
| Total | Total              | 7    | 7      | 13     | 27     |